# Burg Ringgenberg (Graubünden)
Die Ruine der hochmittelalterlichen Burg Ringgenberg steht auf dem Gemeindegebiet von Trun im schweizerischen Kanton Graubünden. Gemeinsam mit der Burg Friberg in Siat bildete Ringgenberg die östliche Grenzsperre des Herrschaftsgebietes des Klosters Disentis zu Chur.

## Lage
Die Ruine steht oberhalb des Ortes Zignau auf einem länglichen Moränenhügel, bergwärts durch einen natürlichen Einschnitt vom Hang abgetrennt. Sie ist durch eine schmale Strasse erreichbar, eine Parkmöglichkeit gibt es etwas unterhalb der Burg.

## Anlage
Das Zentrum der Anlage bildet ein quadratischer, viergeschossiger Turm mit 2,5 Meter starken Mauern und einer Höhe von 18 Metern. Die Mauern bestehen aus Bruchsteinen und Findlingen. Auffallend sind die sauber gearbeiteten langen Ecksteine.
Gegen oben nimmt die Mauerstärke von Geschoss zu Geschoss ab, die so entstandenen Absätze dienten als Auflageflächen für die Balken der einzelnen Böden. Fenster mit Sitznischen, ein in die Mauer eingelassener Schüttstein sowie anlässlich einer Restaurierung aufgefundene Reste von Ofenkacheln kennzeichnen den Turm als Wohnbau.
Der Hocheingang lag auf der Ostseite auf der Höhe des dritten Geschosses. Die durch Balkenlöcher und einen Austritt erkennbare hölzerne Laube auf der Südseite dürfte zur Verteidigung und zum Trocknen von landwirtschaftlichen Produkten gedient haben. Als Dachform käme ein heruntergezogenes Zelt- oder Pyramidendach in Frage.
Der Turm stand im Zentrum einer Umfassungsmauer in der Form eines langgezogenen, talwärts gerichteten Rechtecks. Im Westen lagen vermutlich eine nicht mehr erkennbare Toranlage und ein Zwinger, von dem nur noch wenige Reste zu erkennen sind; die unmittelbare Umgebung des Turmes ist stark überwuchert. Die Bebauung innerhalb des Berings ist nicht mehr bestimmbar.
In den Jahren 1960 bis 1961 wurden unter der Leitung des Architekten Christian Frutiger die Mauerkrone und die Turmdecke der Anlage restauriert. Damit verbunden war eine Notgrabung, die gemachten Funde liegen im Rätischen Museum in Chur.

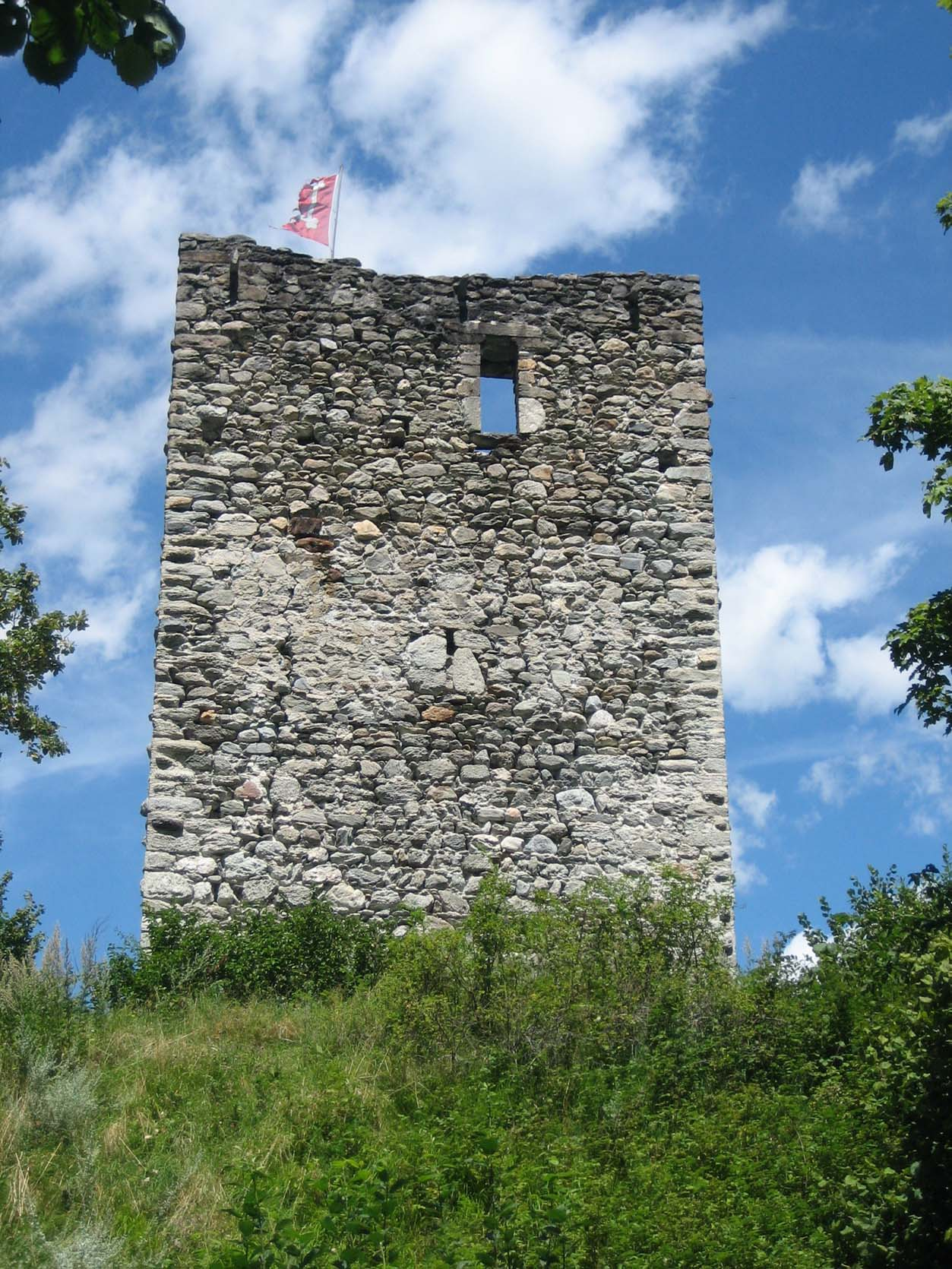
Ansicht von Süden
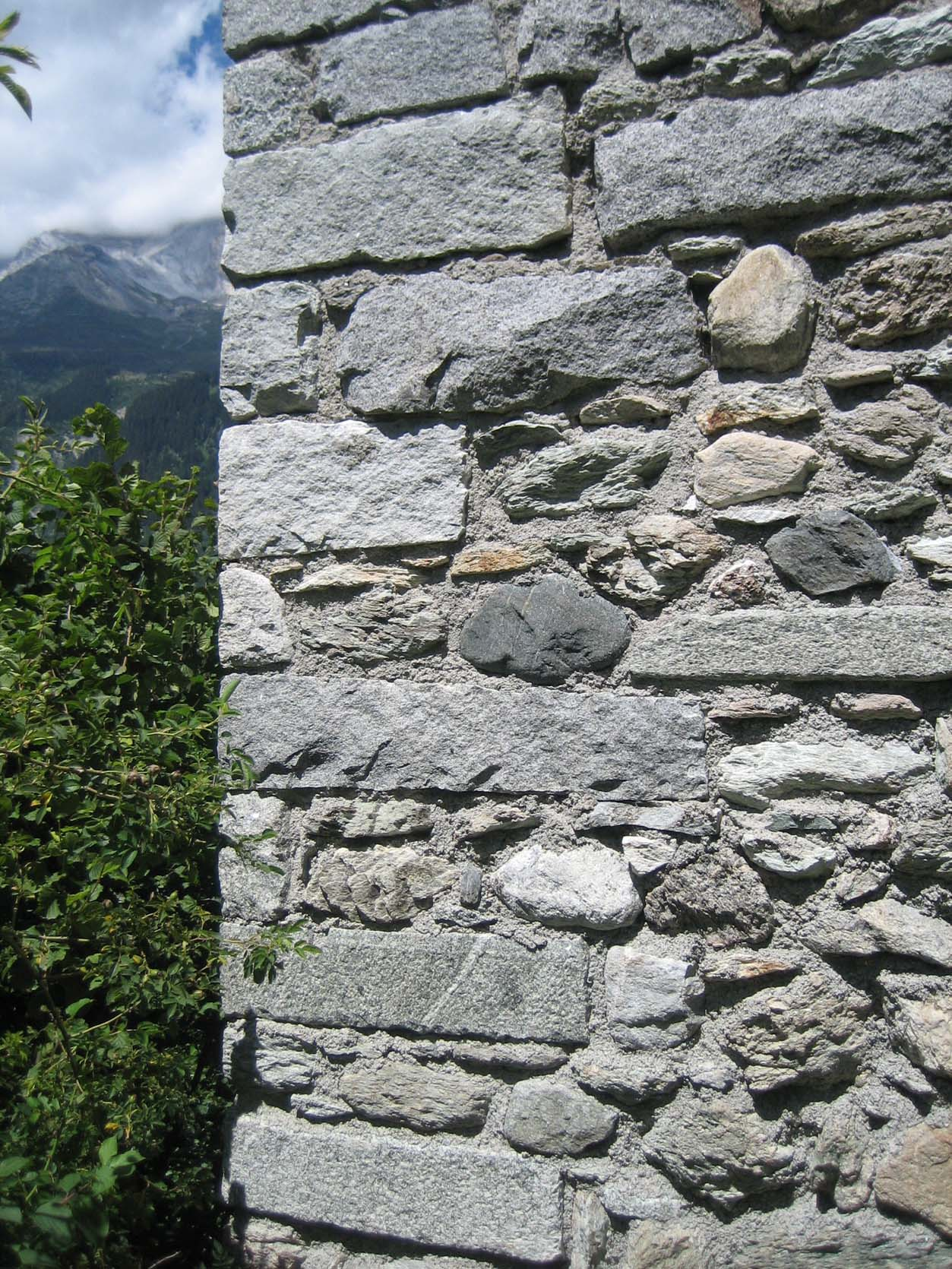
Die Eckquader der  südwestlichen Mauerecke
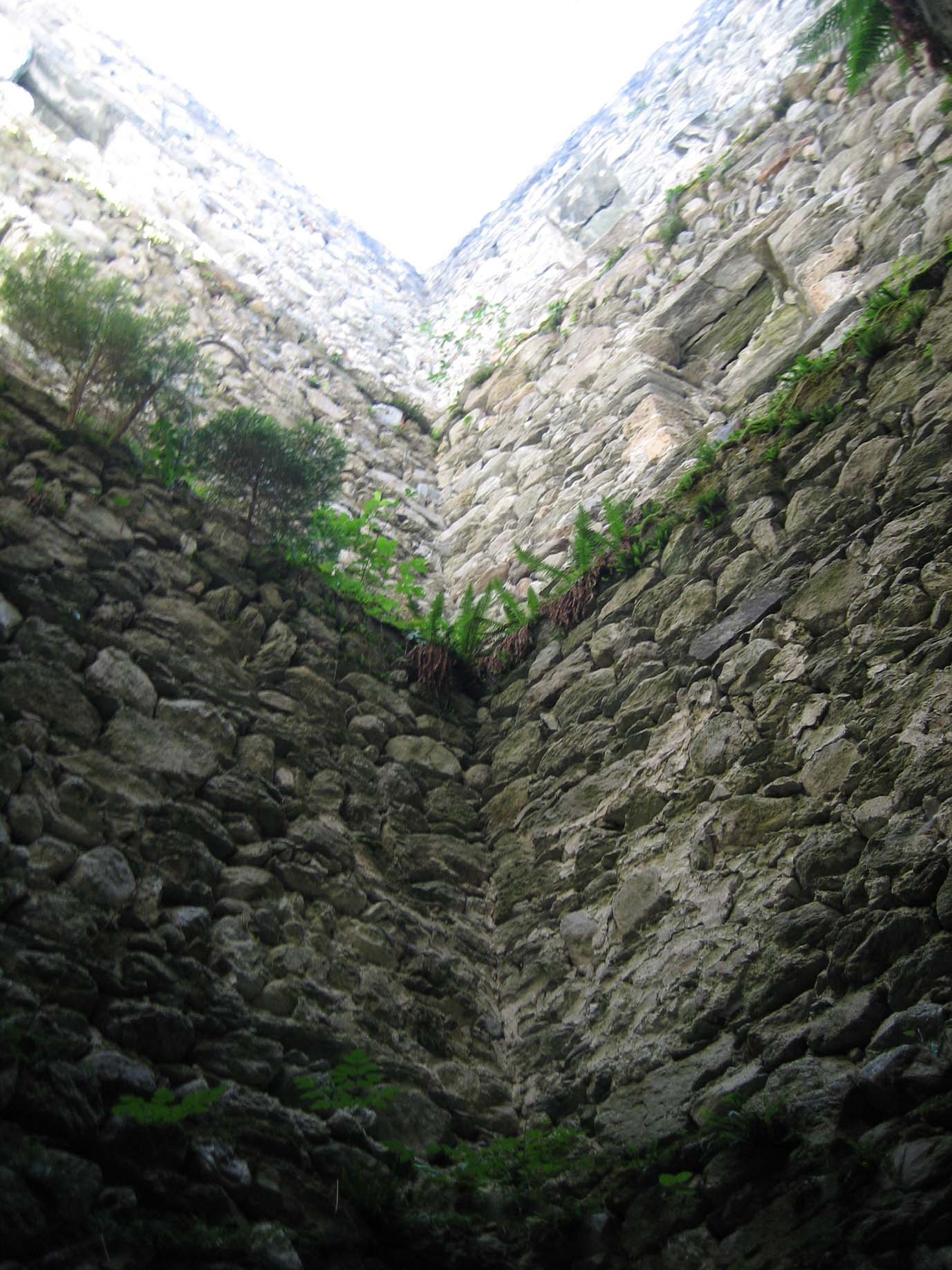
Das Innere des Turms mit nach aussen versetzten Aussenmauern

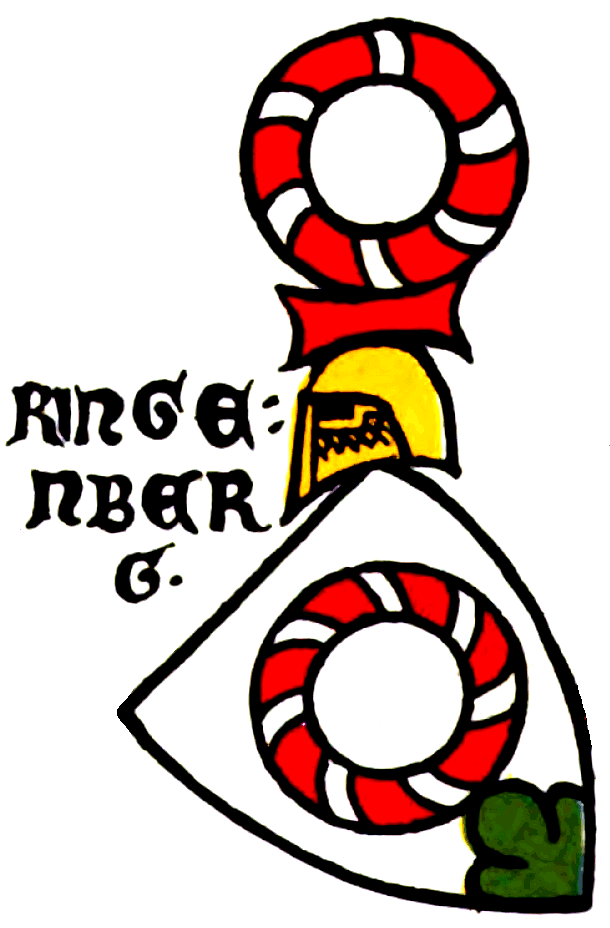
Wappen der Ringenberg in der Zürcher Wappenrolle

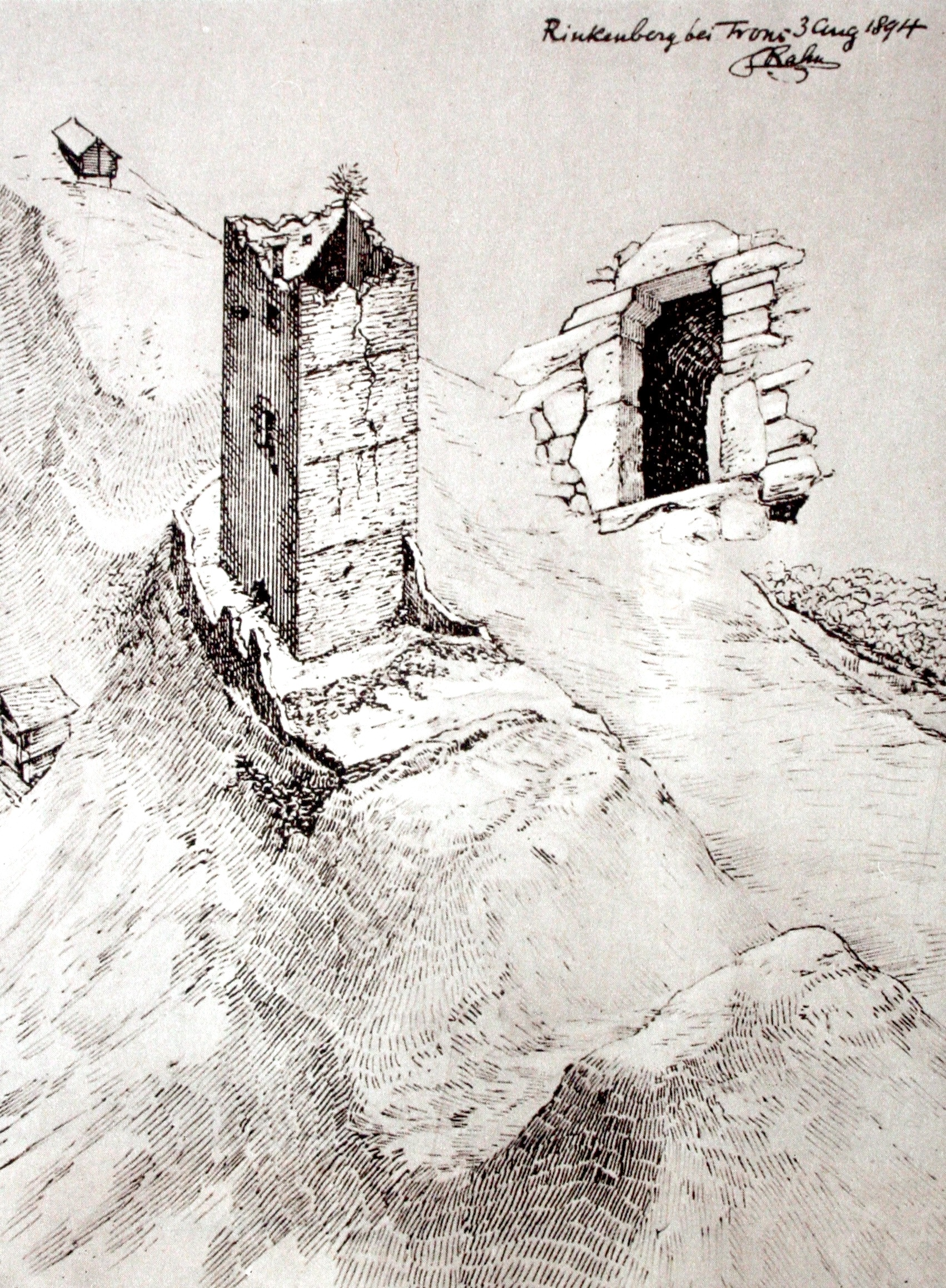
Ringgenberg 1894

## Geschichte
Aufgrund der Bauformen ist eine Entstehungszeit in der Mitte des 13. Jahrhunderts anzunehmen. Die Herren von Ringgenberg sind seit 1283 im Bündnerland urkundlich nachgewiesen.
In Zignau waren die Ringgenberger Ministeriale des Abtes von Disentis; 1283 wird Rudolf von Ringgenberg erwähnt. 1325 sind Johann und Anton von Ringgenberg als Bürgen für den Abt bezeugt. Im 15. Jahrhundert spielte Rudolf von Ringgenberg, Stadtvogt in Chur, eine führende Rolle im Grauen Bund und im Gotteshausbund. 1351, bei der Aufnahme Zürichs in den Bund der Eidgenossen, wurde die Feste Ringgenberg zum Grenzpunkt des Gebietes festgelegt, innerhalb dessen sich Zürcher und Eidgenossen militärisch unterstützen sollten.
Im Verlauf des 15. Jahrhunderts scheint Ringgenberg verlassen worden zu sein. Gemäss einer Urkunde von 1494 war nur noch der zur Burg gehörende Hof bewohnt.